# Österreichische Fußballmeisterschaft 1919/20
Die Österreichische Fußballmeisterschaft 1919/20 wurde vom Niederösterreichischen Fußball-Verband ausgerichtet und von dessen Mitgliedern bestritten. Als Unterbau zur Ersten Klasse diente die eingleisig geführte Zweite Klasse. Es handelte sich um die erste Friedensmeisterschaft in der neu gegründeten Republik Österreich.

## Erste Leistungsstufe – Erste Klasse (NFV)

### Allgemeines
Die Meisterschaft 1919/20 entwickelte sich zum Zweikampf zwischen Rapid und den Amateuren und sollte sich erst am letzten Spieltag entscheiden. Die Amateure, die sich unter der Leitung Hugo Meisls mit Jenő und Kálmán Konrád schlagkräftig verstärkt hatten, führten lange Zeit die Tabelle an und standen eine Runde vor Schluss einen Punkt vor den Grün-Weißen. Im letzten Spiel gegen den Sport-Club gab es ein 2:2, Rapid hingegen fertigte Wacker mit 4:0 ab und wurde damit in buchstäblich letzter Sekunde zum bereits sechsten Mal Österreichischer Fußballmeister. Mann des Spiels war Josef Uridil, der die ersten drei der vier Rapid-Treffer erzielte. Im Abstiegskampf blieb indes Neuling Admira auf der Strecke. Der Verband der Arbeiter- und Soldatensportvereinigungen erwirkte bei seiner Generalversammlung, dass die Jedleseer in der Ersten Klasse bleiben konnten. So gab es mit dem Zweitligameister Hakoah im kommenden Jahr 13 erstklassige Vereine.

### Abschlusstabelle
| Pl.                                                          | Verein                       | Sp. | S  | U | N  | Tore    | Quote | Punkte |
| ------------------------------------------------------------ | ---------------------------- | --- | -- | - | -- | ------- | ----- | ------ |
| 1.                                                           | SK Rapid Wien (M, C)         | 22  | 15 | 3 | 4  | 071:290 | 2,45  | 33     |
| 2.                                                           | Wiener Amateur-SV            | 22  | 14 | 5 | 3  | 055:240 | 2,29  | 33     |
| 3.                                                           | Wiener Sport-Club            | 22  | 13 | 4 | 5  | 037:280 | 1,32  | 30     |
| 4.                                                           | Floridsdorfer AC             | 22  | 11 | 6 | 5  | 036:240 | 1,50  | 28     |
| 5.                                                           | SpC Rudolfshügel             | 22  | 11 | 3 | 8  | 042:300 | 1,40  | 25     |
| 6.                                                           | Wiener AC                    | 22  | 8  | 6 | 8  | 031:360 | 0,86  | 22     |
| 7.                                                           | 1. Simmeringer SC EK1        | 22  | 8  | 5 | 9  | 039:440 | 0,89  | 21     |
| 8.                                                           | SC Wacker Wien               | 22  | 6  | 5 | 11 | 027:480 | 0,56  | 17     |
| 9.                                                           | ASV Hertha Wien              | 22  | 6  | 4 | 12 | 024:330 | 0,73  | 16     |
| 10.                                                          | First Vienna FC 1894 EK2 (N) | 22  | 4  | 7 | 11 | 036:470 | 0,77  | 15     |
| 11.                                                          | Wiener Association FC        | 22  | 4  | 5 | 13 | 030:430 | 0,70  | 13     |
| 12.                                                          | SK Admira Wien (N)           | 22  | 3  | 5 | 14 | 025:670 | 0,37  | 11     |
| Stand: Endstand. Quelle: Austria Soccer, Rapid-Archiv, RSSSF |                              |     |    |   |    |         |       |        |

| (M) | Österreichischer Meister 1918/19          |
| (C) | Niederösterreichischer-Cup-Sieger 1918/19 |
| (N) | Neuaufsteiger der Saison 1918/19          |

Aufsteiger
- Zweite Klasse: SC Hakoah Wien

### Torschützenliste
|                        | Tore    | Spieler       | Verein            |
| ---------------------- | ------- | ------------- | ----------------- |
| 1.                     | 23 Tore | Ernst Winkler | SpC Rudolfshügel  |
| 2.                     | 20 Tore | Franz Hansl   | Wiener Amateur-SV |
|                        |         | Josef Uridil  | SK Rapid Wien     |
| 4.                     | 18 Tore | Kálmán Konrád | Wiener Amateur-SV |
|                        | 18 Tore | Gustav Wieser | SK Rapid Wien     |
| Quelle: Austria Soccer |         |               |                   |

siehe auch Liste der besten Torschützen Österreichs

### Die Meistermannschaft
| SK Rapid Wien |
| Hans Baron, Eduard Bauer, Josef Brandstetter, Vinzenz Dittrich, Leopold Grundwald, Engelbert Klein, August Kraupar, Heinrich Körner, Richard Kuthan, Leopold Nitsch, Gustav Putzendopler, Karl Putzendopler, Franz Rölle, Rudolf Rupec, Franz Schediwy, Sittler, Friedrich Stach, Tomsche, Josef Uridil, Gustav Wieser, Karl Wondrak Sektionsleiter: Dionys Schönecker |
| Quelle: Austria Soccer |

## Zweite Leistungsstufe – Zweite Klasse (NFV)

### Allgemeines
In der Zweiten Klasse spielten insgesamt 15 Mannschaften um den Aufstieg in die Erste Klasse, die während des gesamten Spieljahres je zweimal aufeinander trafen. Der Meister Hakoah Wien stieg in die Erste Klasse auf. SC Blue Star Wien und Favoritner FC Vorwärts 06 stiegen in die Zweite Klasse B ab. Beim Aufsteiger Germania Schwechat, der auf Anhieb Dritter wurde, spielten mit Adolf Fischera, Richard „Little“ Kohn, Engelbert König und Josef „Pepi“ Stürmer vier Alt-Internationale.

### Abschlusstabelle
| Pl.                                            | Verein                               | Sp. | S  | U | N  | Tore    | Quote | Punkte |
| ---------------------------------------------- | ------------------------------------ | --- | -- | - | -- | ------- | ----- | ------ |
| 1.                                             | Hakoah Wien                          | 28  | 26 | 1 | 1  | 107:200 | 5,35  | 53     |
| 2.                                             | Germania Schwechat (N)               | 28  | 22 | 3 | 3  | 092:190 | 4,84  | 47     |
| 3.                                             | SC Red Star Wien ZK2                 | 28  | 14 | 9 | 5  | 042:280 | 1,50  | 37     |
| 4.                                             | Nußdorfer AC                         | 28  | 16 | 4 | 8  | 059:410 | 1,44  | 36     |
| 5.                                             | SC Donaustadt                        | 28  | 13 | 4 | 11 | 053:470 | 1,13  | 30     |
| 6.                                             | Favoritner FK Sturm                  | 28  | 12 | 2 | 14 | 053:620 | 0,85  | 26     |
| 7.                                             | FC Ostmark ZK3 (N)                   | 28  | 12 | 2 | 14 | 051:600 | 0,85  | 26     |
| 8.                                             | Wiener Sportfreunde (N)              | 28  | 11 | 4 | 13 | 041:430 | 0,95  | 26     |
| 9.                                             | SK Slovan Wien ZK1                   | 27  | 9  | 7 | 11 | 040:390 | 1,03  | 25     |
| 10.                                            | Ottakringer SC (N)                   | 28  | 9  | 5 | 14 | 057:680 | 0,84  | 23     |
| 11.                                            | Vienna Cricket and Football-Club (N) | 28  | 9  | 4 | 15 | 033:550 | 0,60  | 22     |
| 12.                                            | Wiener Bewegungsspieler (N)          | 28  | 7  | 6 | 15 | 044:580 | 0,76  | 20     |
| 13.                                            | SC Ober St. Veit ZK1                 | 27  | 5  | 7 | 15 | 027:600 | 0,45  | 17     |
| 14.                                            | SC Blue Star Wien ZK1 (N)            | 27  | 6  | 4 | 17 | 032:790 | 0,41  | 16     |
| 15.                                            | Favoritner FC Vorwärts 06 ZK1 (N)    | 27  | 4  | 4 | 19 | 028:800 | 0,35  | 12     |
| Stand: Endstand. Quelle: Austria Soccer, RSSSF |                                      |     |    |   |    |         |       |        |

| (N) | Neuaufsteiger der Saison 1918/19 |

Aufsteiger
- 3. Klasse Ost: Rennweger SV
- 3. Klasse West: SC Baumgarten

## Meisterschaften in den Bundesländern
Nachdem bereits 1909 erste Versuche einer Installierung jährlich ausgespielter Landesmeisterschaften in Tirol und Vorarlberg keine Wiederholung fand, etablierten sich, beginnend mit dieser Saison, eigene Meisterschaften der österreichischen Bundeslandverbände. In dieser Saison wurde erstmals in Oberösterreich eine Meisterschaften abgehalten, wobei diese nach Saisonende annulliert wurde. Grund dafür waren Proteste der teilnehmenden Mannschaften gegen den vermeintlichen ersten Meister SK Vorwärts Steyr, der gegen Ende der Saison in mehreren Spielen unberechtigte (gesperrte) Spieler einsetzte. Auch wenn die offizielle Landesmeisterschaft Oberösterreichs damit erstmals in der Saison 1920/21 ausgetragen wurde, zeigt sich aus sporthistorischer Sicht diese erste, für ungültig erklärte Saison, interessant.

### Burgenland
Im Burgenland wurde keine Meisterschaft abgehalten.

### Kärnten
In Kärnten wurde keine Meisterschaft abgehalten.

### Landesmeisterschaft Niederösterreich
In von Niederösterreich wurde die Meisterschaft in eine Provinz-Gruppe Süd und eine Provinz-Gruppe Nord ausgetragen. In der Provinz-Gruppe Süd gewann der ASK Liesing, in der Provinz-Gruppe Süd liegt keine Abschlusstabelle vor.
Provinz-Gruppe Süd
Abschlusstabelle
| Pl.                                 | Verein                | Sp. | S | U | N | Tore    | Quote | Punkte |
| ----------------------------------- | --------------------- | --- | - | - | - | ------- | ----- | ------ |
| 1.                                  | ASK Liesing           | 6   | 4 | 2 | 0 | 019:400 | 4,75  | 10     |
| 2.                                  | VfB Union Mödling     | 6   | 4 | 1 | 1 | 032:600 | 5,33  | 09     |
| 3.                                  | 1. SC Wiener Neustadt | 6   | 3 | 1 | 2 | 020:500 | 4,00  | 07     |
| 4.                                  | SV Atzgersdorf        | 5   | 2 | 0 | 3 | 006:900 | 0,67  | 04     |
| 5.                                  | Badener AC            | 5   | 2 | 0 | 3 | 006:150 | 0,40  | 04     |
| 6.                                  | 1. Guntramsdorfer SV  | 5   | 0 | 1 | 4 | 003:220 | 0,14  | 01     |
| 7.                                  | SC Neunkirchen        | 5   | 0 | 1 | 4 | 002:270 | 0,07  | 01     |
| −.                                  | SK Fischamend LNÖ1    |     |   |   |   |         |       |        |
| Stand: Endstand. Quelle: NFV, RSSSF |                       |     |   |   |   |         |       |        |

Aufsteiger
- 1. St. Pöltner SC
- SV Korneuburg 1902
- SV Stockerau 07

### Oberösterreicher 1. Klasse (1. Turnier)
Meister in der Oberösterreicher 1. Klasse wurde der SK Vorwärts Steyr.
Abschlusstabelle
| Pl.                                 | Verein            | Sp. | S | U | N | Tore    | Quote | Punkte |
| ----------------------------------- | ----------------- | --- | - | - | - | ------- | ----- | ------ |
| 1.                                  | SK Vorwärts Steyr | 6   | 5 | 1 | 0 | 020:500 | 4,00  | 11     |
| 2.                                  | Welser SC 1912    | 6   | 4 | 1 | 1 | 018:100 | 1,80  | 09     |
| 3.                                  | Linzer ASK        | 6   | 1 | 0 | 5 | 011:170 | 0,65  | 02     |
| 4.                                  | SV Urfahr Linz    | 6   | 1 | 0 | 5 | 006:230 | 0,26  | 02     |
| Stand: Endstand. Quelle: OFV, RSSSF |                   |     |   |   |   |         |       |        |

### Salzburg
In Salzburg wurde keine eigene Meisterschaft abgehalten. Ab 1920/21 veranstalteten Oberösterreich und Salzburg eine Meisterschaft.

### Steiermark Meisterschaft (Qualifikation)
In der Steiermark kam nur eine Meisterschaft der zweiten Klasse zur Austragung, da es mit in der ersten Klasse nur zwei Vereine eingestuft wurden:
- Sturm Graz
- GAK

2. Klasse
Abschlusstabelle
| Pl.                            | Verein            | Sp. | S | U | N | Tore    | Quote | Punkte |
| ------------------------------ | ----------------- | --- | - | - | - | ------- | ----- | ------ |
| 1.                             | AAS Graz          | 12  | 9 | 2 | 1 | 038:150 | 2,53  | 20     |
| 2.                             | Amateure Graz     | 12  | 8 | 2 | 2 | 052:160 | 3,25  | 18     |
| 3.                             | Hakoah Graz       | 12  | 8 | 2 | 2 | 031:110 | 2,82  | 18     |
| 4.                             | Weiße Elf Gösting | 12  | 4 | 1 | 7 | 021:430 | 0,49  | 09     |
| 5.                             | Germania Graz     | 12  | 3 | 2 | 7 | 014:400 | 0,35  | 08     |
| 6.                             | Grazer Sport Klub | 12  | 3 | 0 | 9 | 019:350 | 0,54  | 06     |
| 7.                             | Rapid Graz        | 12  | 2 | 1 | 9 | 019:370 | 0,51  | 05     |
| Stand: Endstand. Quelle: RSSSF |                   |     |   |   |   |         |       |        |

Aufsteiger
- GSV Wacker

### Tiroler A-Klasse (Qualifikation)
Folgende Mannschaft sind für die Tiroler A-Klasse der Saison 1920/21. qualifiziert:
- Innsbrucker SV
- FC Wacker Innsbruck
- FC Rapid Innsbruck

Qualifikation zur Fußballmeisterschaft 1920/21
Folgende Mannschaften nahmen teil:
| - ATuS Innsbruck (Arbeiter Turn- und Sportklub) - FC Germania Innsbruck - Innsbrucker SV II - FC Rapid Innsbruck II | - Studenten FC Innsbruck (Mittelschüler) - FC Wacker Innsbruck II - FC Wacker Innsbruck III - FC Veldidena Innsbruck |

| Qualifikation               | Qualifikation               | Qualifikation               |
| Runde 1, 14. September 1919 | Runde 1, 14. September 1919 | Runde 1, 14. September 1919 |
| --------------------------- | --------------------------- | --------------------------- |
| Studenten FC Innsbruck      | 3:0                         | FC Wacker Innsbruck III     |
| FC Wacker Innsbruck II      | 8:0                         | ATuS Innsbruck              |
| Innsbrucker SV II           | 9:1                         | FC Germania Innsbruck       |
| FC Rapid Innsbruck II       | 2:1                         | FC Veldidena Innsbruck      |
| Runde 2, 21. September 1919 |                             |                             |
| FC Wacker Innsbruck II      | (TK1) 3:1 (TK1)             | Innsbrucker SV II           |
| FC Rapid Innsbruck II       | 4:3                         | Studenten FC Innsbruck      |

### Vorarlberg
In Vorarlberg wurde keine Meisterschaft abgehalten.